# Oberea subtrigonifera
Oberea subtrigonifera là một loài bọ cánh cứng trong họ Cerambycidae.